# Slag bij de Rots van Frigiliana
De Slag bij de Rots van Frigiliana of  van Bentomiz was een episode van de Alpujarras-opstand. De slag vond plaats op 11 juni 1569 in de stad Frigiliana, in de huidige Spaanse provincie Málaga.
De opstand van de morisken, die met Kerstmis 1568 was uitgebroken, bereikte Bentomiz in april 1569. Toen trok de morisk Almueden, samen met Andrés el Xorairán en Abén Audalla, naar Canillas de Aceituno om zijn vrouw, die bij een christen gevangen zat, te bevrijden. Maar op 11 juni 1569 lanceerde Luis de Requesens aan het hoofd van 6000 man een offensief en versloeg deze groep morisken bij Frigiliana.